# Léon Flament
Léon Flament (født 26. maj 1906, ukendt dødsdato) var en belgisk roer, som deltog i de olympiske lege 1928 i Amsterdam.
Flament roede sammen med François De Coninck og styrmand Georges Anthony i toer med styrmand ved OL 1928. I indledende heat kæntrede deres hollandske modstandere, så de kvalificerede sig uden besvær til kvartfinalen. Her tabte belgierne til den franske båd, men gik ikke desto mindre videre til semifinalen, hvor de igen mødte Frankrig og igen tabte. Da den italienske båd i deres kvartfinale mod Schweiz ikke fuldførte, vandt Schweiz uden kamp i semifinalen og senere guldkampen mod Frankrig. Som eneste tabende semifinalist fik belgierne dermed bronzemedaljerne.